# Szojuz–25
A Szojuz–25 (oroszul: Союз 25) szovjet háromszemélyes, kétszemélyessé átalakított szkafanderes személyszállító, szabványos rendszerben épített Szojuz űrhajó. Az űrhajó vitte volna az első űrhajósokat a Szaljut–6 űrállomásra.

## Küldetés
A program része lett volna a 90 napos űrbeli tartózkodás, az eddigi tartózkodási időtartam megdöntése. Az előírt napirendi programok között szerepeltek volna navigációs, csillagászati, műszaki, légkörkutatási, földfotózási, földmegfigyelési, orvosi és biológiai kutatási feladatok.

## Jellemzői
Központi tervező iroda CKBEM <= Центральное конструкторское бюро экспериментального машиностроения (ЦКБЕМ)> (OKB-1 <= ОКБ-1>, most OAO RKK Energiya im. SP Korolev <= ОАО РКК Энергия им. С. П. Королёва> – Központi Kísérleti Gépgyártási Tervezőiroda). Az űrhajót kis átalakítással emberes programra, teherszállításra és mentésre (leszállásra) tervezték.
1977. október 9-én a bajkonuri űrrepülőtér indítóállomásról egy Szojuz hordozórakéta (11А511U) juttatta Föld körüli, közeli körpályára. Az orbitális egység pályája 88,66 perces, 51,6 fokos hajlásszögű, elliptikus pálya-perigeuma 198 kilométer, apogeuma 349 kilométer volt. Hasznos tömege 6860 kilogramm. Szerkezeti felépítését tekintve a Szojuz–14 napelemtáblák nélküli változatával megegyező. Összesen 2 napot, 44 percet töltött a világűrben, 32 alkalommal kerülte meg a Földet.
Az űrhajó négyszer közelítette meg az űrállomást, de technikai hiba miatt 120 méternél nem tudtak közelebb kerülni, így nem tudtak dokkolni sem. Az ötödik kísérlet után azt az utasítást kapták, hogy készüljenek fel a visszatérésre. A hibaforrás felderítésénél megállapították, hogy indításkor sérülhetett meg a navigációs rávezető rendszer.
Ezután bevezették, hogy a legénység összetételénél egy tapasztalt (sikeres űrrepülés) és egy újonc (földi kiképzésben részesült) fog szolgálatot teljesíteni.
Október 31-én belépett a légkörbe, a leszállás hagyományos módon – ejtőernyős leereszkedés – történt, Celinográdtól 184 kilométerre értek Földet.

## Személyzet
(zárójelben az addigi repülések száma a Szojuz–25-tel együtt)
- Vlagyimir Kovaljonok (1)
- Valerij Rjumin (1)